# Barbara Książkiewicz
Barbara Cecylia Książkiewicz-Jałowiec (ur. 2 sierpnia 1913 w Dortmundzie, zm. 16 marca 2001 w Zabrzu) – polska lekkoatletka, wielokrotna mistrzyni kraju, wicemistrzyni Europy.

## Życiorys
Była absolwentką Średniej Szkoły Handlowej w Bydgoszczy, następnie pracowała jako biuralistka w Dyrekcji Zachodniej PKP w Toruniu.
W czasie wojny lub tuż po niej wyszła za mąż i wyjechała do Krakowa
Zawodniczka klubów Sokół Bydgoszcz (1930-1935) i KS Pomorzanin Toruń (1935-1939).

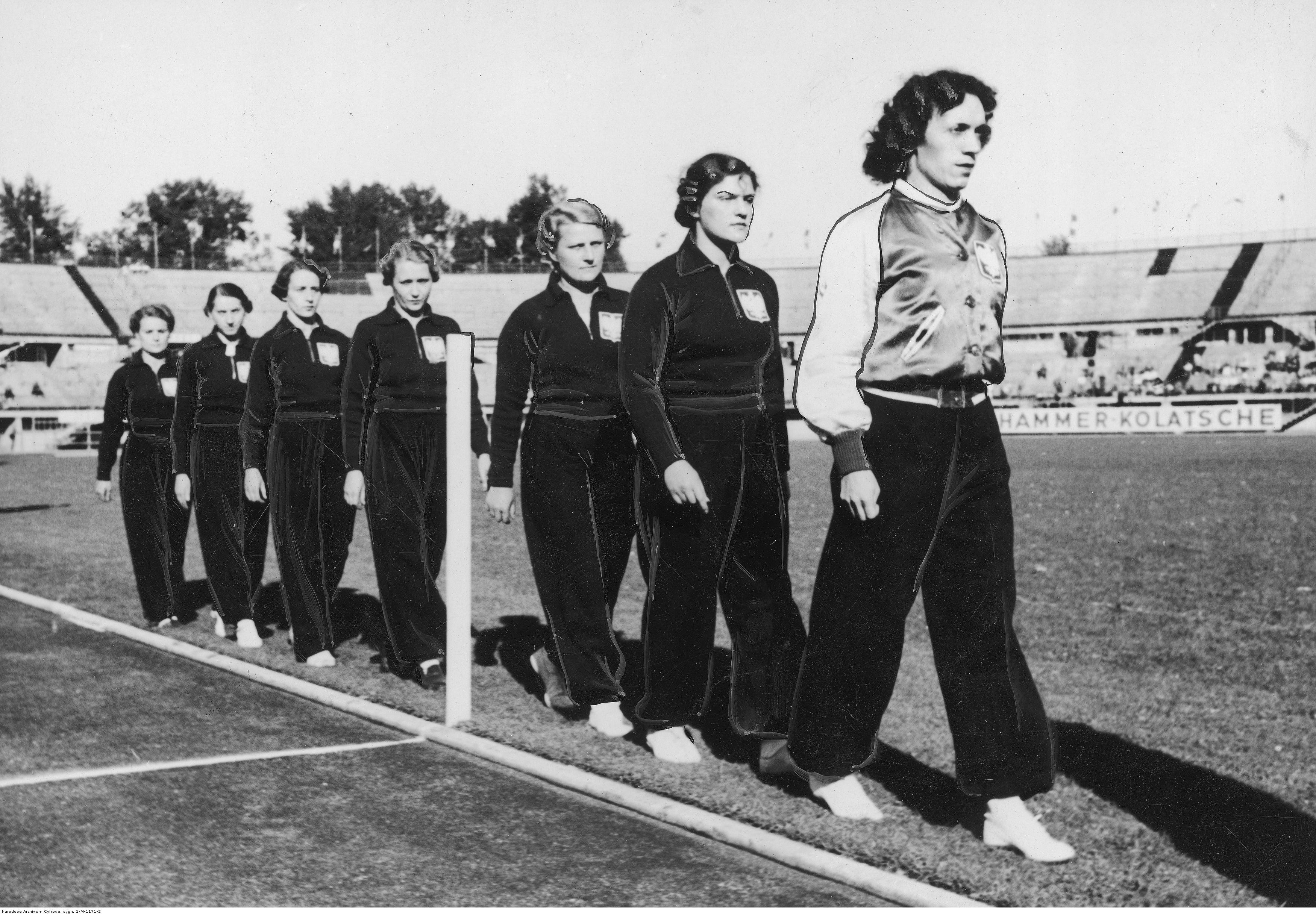
Barbara Książkiewicz (1 z lewej) na Mistrzostwach Europy w Lekkiej atletyce 1938 w Wiedniu

Wicemistrzyni Europy w sztafecie 4 x 100 m z Wiednia (1938) z wynikiem 48.2.
7-krotna rekordzistka Polski w biegach sztafetowych (4 razy z reprezentacją Polski, 3 razy z klubem), 5-krotna mistrzyni kraju w biegach na 60 m (1937, 1939) i 100 m (1937) oraz w sztafetach 4 × 100 i 4 × 200 m (1939).
Wicemistrzyni Polski w biegu na 60 m. (1938), w skoku w dal (1937) oraz w sztafecie 4x100 m. (1938).
Halowa wicemistrzyni Polski w biegu na 60 m. (1938) i w skoku w dal (1937).
Startowała także w skoku wzwyż i rzucie dyskiem.
Rekordy życiowe: 60 m – 7.7 (1936), 100 m – 12.7 (1937), 200 m – 26.8 (1935), w dal – 4,96 m. (1937).